# Georg Heym

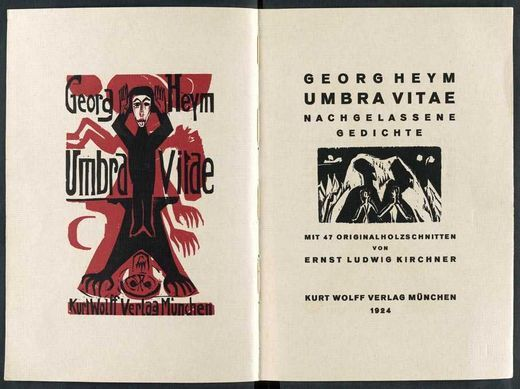
Heym, Georg. UMBRA VITAE. Nachgelassene Gedichte.

Georg Heym (30. října 1887 Hirschberg, Dolní Slezsko – 16. ledna 1912 Berlín) byl německý spisovatel, autor zejména raně expresionistické lyriky.

## Život
Narodil se v Dolním Slezsku do rodiny vysokého úředníka. Měšťáčtí rodiče netolerovali jeho poněkud rebelské chování a touhu po odlišnosti, proto byl v roce 1900 vyslán do Berlína studovat. S velkými potížemi vystřídal několik středních škol (na střední škole začal psát poesii), kde byl velmi nespokojený, nakonec ale odmaturoval a začal studovat práva ve Würzburgu, kde se začal (neúspěšně) věnovat také dramatické tvorbě. V roce 1910 se setkal s básníkem Simonem Guttmanem a připojil se k tzv. Novému klubu, jehož členy byli básníci jako Jakob van Hoddis. Brzy se stal jedním z jeho hlavních představitelů. Heym se brzy spřátelil s autory, jako byla Else Lasker-Schülerová, Gottfried Benn nebo Karl Kraus. Heymovy básně byly velmi úspěšné v tzv. Neopatetickém kabaretu, který příslušel k Novému klubu. V roce 1911 vydal svou jedinou zaživa vydanou sbírku Věčný den (Der ewige Tag). Heym vystřídal několik zaměstnání v právní oblasti, nebyl ale příliš úspěšný. V roce 1912 se utopil při bruslení.

## Dílo
Heym patřil k nejvýznamnějším expresionistickým básníkům, pro jeho poesii je typická vytříbená literární forma, pravidelný a tradičně rýmovaný verš. Nejčastějším motivem jeho poesie je symbolicky pojaté Světoměsto, inspirované Berlínem, které velmi podrobně popisuje. K jeho dílům patří sbírky Městský bůh (Der Gott der Stadt, napsáno 1910), Věčný den (Der ewige Tag, 1911), Umbra vitae (1912), Marathon (1914), sbírka novel Zloděj (Der Dieb, 1913), esej Hledání nového náboženství (Versuch einer neuen Religion, 1909) a několik dramat.

### V češtině
- Zloděj a jiné podivné figury. Brno: Host 1998. ISBN 80-86055-28-0
- Umbra Vitae. Zblov: Opus 1999. ISBN 80-902672-0-3